# Осада Ипатьевского монастыря
Осада Ипатьевского монастыря — эпизод Смутного времени в 1609 году. В результате осады, продлившейся несколько месяцев, войско народного ополчения севера России и царских ратников выбило из Ипатьевского монастыря сторонников Лжедмитрия II.
Осенью 1608 года Кострома была одним из городов, которые перешли под власть «тушинского вора». Однако в марте 1609 года к ней подступило ополчение, состоявшее из галичан, вологжан, белозерцев, устюжан и жителей других северных городов. Вместе с костромичами им удалось изгнать из города сторонников Лжедмитрия II с воеводой Вельяминовым-Зерновым, которые, однако, засели в хорошо укреплённом Ипатьевском монастыре, где было три дюжины пушек и большие запасы пороха. Ян Пётр Сапега послал против ополчения по просьбе Лжедмитрия II отряд Александра Лисовского, однако тому не удалось снять осаду монастыря.
1 мая в Кострому во главе отряда стрельцов прибыл воевода Давыд Жеребцов, совершивший беспрецедентный переход из Туруханского края. Он возглавил дальнейшую осаду монастыря. По его приказу вокруг монастыря был выкопан глубокий ров и монастырь был полностью отрезан от всякого общения с внешним миром. Попытки Вельяминова-Зернова прорваться наружу не увенчались успехом. Тем не менее, взятие монастыря штурмом не представлялось возможным. Был необходим подрыв стены. За эту задачу взялись костромские служилые люди Константин Мезенцев и Николай Костыгин. Они подвели подкоп под монастырскую стену, заложив туда бочку с порохом, которую ценой своей жизни сами и подорвали. Стена Ипатьевского монастыря обрушилась, осаждавшее войско ринулось в пролом и уничтожило засевших в крепости интервентов и сторонников Лжедмитрия II.
Советские историки нередко определяли дату взятия Ипатьевского монастыря 25 сентября, однако это не стыкуется с дальнейшими действиями Жеребцова, который своим отрядом усилил формирующееся войско Михаила Скопина-Шуйского ещё до битвы под Калязином. 